# ترنسرها ۶
ترنسرها ۶ (به انگلیسی: Trancers 6) فیلمی ویدئویی محصول سال ۲۰۰۲ و به کارگردانی جی وولفل است. در این فیلم بازیگرانی همچون زلته سولیوان، جنیفر کاپو، رابرت دوناوان و تیموتی پریندله ایفای نقش کرده‌اند.